# Бібліотека Шумпетера
Бібліотека Шумпетера — спеціалізоване економічне книжкове зібрання, частина особистої бібліотеки австрійського економіста Йозефа Шумпетера, яка була передана після смерті вченого його вдовою в дар університету Хітоцубасі (Токіо). Передача бібліотеки відбулася в 1955 р. в японському посольстві в Вашингтоні.
Бібліотека включає 3500 одиниць зберігання, у тому числі 2000 книг, 1000 брошур і 500 журналів (зібраних в книжкові форми). Багато хто з книг містять власноручні помітки Шумпетера .